# Jessica Harrison
Jessica Harrison (* 27. Oktober 1977 in Sheffield) ist eine ehemals für Frankreich startende Triathletin. Sie ist zweifache Olympiastarterin (2008, 2012) und französische Triathlon-Staatsmeisterin (2013).

## Werdegang
Jessica Harrison wuchs in Oxford auf, begann schon mit fünf mit dem Schwimmsport, im Alter von elf Jahren mit Triathlon und zog 1999 nach Südfrankreich.
Seit 1998 startet sie im Triathlon-Weltcup.

### Olympische Sommerspiele 2008
Die geborene Britin startete 2008 für Frankreich bei den Olympischen Sommerspielen in Peking und belegte dort den zwölften Rang.
In Lausanne wurde sie mit dem französischen Team im August 2010 Vizeweltmeister.

### Olympische Sommerspiele 2012
Im April 2012 wurde sie Vierte bei der Europameisterschaft. 2012 konnte sie sich nach 2008 erneut für einen Startplatz bei den Olympischen Spielen qualifizieren und erreichte im August in London den neunten Rang. Bei der Weltmeisterschaft belegte sie mit der französischen Mannschaft nach 2010 in Stockholm erneut den zweiten Rang. Jessica Harrison startete für den Verein Poissy Triathlon.
2013 wurde sie in Nizza zum fünften Mal in Folge Triathlon-Staatsmeisterin.
Im Juni 2019 wurde sie Dritte bei der Französischen Meisterschaft Cross-Triathlon. Seit 2019 tritt Jessica Harrison nicht mehr international in Erscheinung.

### Privates
Jessica Harrison ist liiert mit der ehemaligen französischen Triathletin Carole Péon (* 1978) und die beiden leben in Montpellier.

## Sportliche Erfolge
| Datum/Jahr   | Rang | Wettbewerb                                 | Austragungsort | Zeit     | Bemerkung                                  |
| ------------ | ---- | ------------------------------------------ | -------------- | -------- | ------------------------------------------ |
| 9. Juni 2019 | 3    | FRA National Championships Cross-Triathlon | Bouzigues      | 02:44:31 | Französische Meisterschaft Cross-Triathlon |

| Datum/Jahr    | Rang | Wettbewerb                                    | Austragungsort       | Zeit     | Bemerkung                                                                                              |
| ------------- | ---- | --------------------------------------------- | -------------------- | -------- | --- |
| 28. Sep. 2014 | 5    | FRA Sprint Triathlon National Championships   | Nizza                | 01:01:29 | |
| 29. Sep. 2013 | 1    | FRA Sprint Triathlon National Championships   | Nizza                | 01:01:41 | Französische Staatsmeisterin                                                                           |
| 14. Juni 2013 | 11   | ETU Triathlon European Championships          | Alanya               | 01:57:18 | Europameisterschaft auf der olympischen Kurzdistanz                                                    |
| 2. Sep. 2012  | 1    | FRA Sprint Triathlon National Championships   | Saint-Cyr            | 01:00:40 | Triathlon-Staatsmeisterin                                                                              |
| 26. Aug. 2012 | 2    | ITU Sprint Triathlon World Championship Team  | Stockholm            |          | Vizeweltmeister im Team – zusammen mit Carole Péon, Tony Moulai und Vincent Luis                       |
| 4. Aug. 2012  | 9    | Olympische Sommerspiele 2012                  | London               | 02:01:22 | |
| 23. Juni 2012 | 5    | ITU World Championship Series 2012            | Kitzbühel            | 02:05:57 | |
| 20. Apr. 2012 | 4    | ETU Triathlon European Championships          | Eilat                | 02:08:27 | Europameisterschaft auf der olympischen Kurzdistanz                                                    |
| 12. Nov. 2011 | 1    | ITU Triathlon African Cup                     | Agadir               | 02:05:51 | Siegerin vor Carole Péon                                                                               |
| 24. Sep. 2011 | 1    | FRA Sprint Triathlon National Championships   | Villiers-sur-Loir    | 01:02:45 | Triathlon-Staatsmeisterin                                                                              |
| 12. Sep. 2010 | 29   | ITU World Championship Series 2010            | Budapest             | 01:53:53 | im siebten und letzten Rennen der Saison                                                               |
| 22. Aug. 2010 | 2    | ITU Sprint Triathlon World Championship Team  | Lausanne             |          | Zweite bei der Team-Weltmeisterschaft – zusammen mit Carole Péon, David Hauss und Frédéric Belaubre    |
| 18. Juli 2010 | 11   | ITU World Championship Series 2010            | Hamburg              | 01:55:07 | im vierten Rennen der Rennsaison                                                                       |
| 8. Mai 2010   | 8    | ITU World Championship Series 2010            | Seoul                | 02:01:31 | im zweiten Rennen                                                                                      |
| 11. Apr. 2010 | 7    | ITU World Championship Series 2010            | Sydney               | 02:05:01 | beim Auftaktrennen der Saison 2010                                                                     |
| 20. Juni 2010 | 1    | FRA Triathlon National Championships          | Charleville-Mézières | 02:11:29 | Triathlon-Staatsmeisterin Kurzdistanz                                                                  |
| 30. Mai 2009  | 3    | ITU World Championship Series 2009            | Madrid               | 02:05:59 | |
| 7. Juni 2009  | 1    | FRA Triathlon National Championships          | Belfort              | 02:00:51 | Triathlon-Staatsmeisterin                                                                              |
| 19. Aug. 2008 | 12   | Olympische Sommerspiele 2008                  | Peking               |          | |
| 2008          | 6    | BG Triathlon World Cup                        | Hamburg              | 01:58:57 | |
| 2007          | 10   | BG Triathlon World Cup                        | Eilat                | 02:04:35 | |
| 25. Juni 2006 | 12   | ETU Triathlon European Championships          | Autun                | 02:14:17 | |
| 2004          | 3    | London Triathlon                              | London               |          | |
| 2003          | 3    | FRA Triathlon National Championships          | Autun                |          | |
| 5. Aug. 2000  | 12   | FISU World University Triathlon Championships | Tiszaújváros         | 02:04:43 | |
| 4. Juli 1998  | 28   | ETU Triathlon European Championships          | Velden               | 02:11:09 | Triathlon-Europameisterschaft auf der Kurzdistanz (1,5 km Schwimmen, 40 km Radfahren und 10 km Laufen) |

(DNF – Did Not Finish)